# Rônai
Rônai é uma comuna francesa na região administrativa da Normandia, no departamento Orne. Estende-se por uma área de 5,29 km². Em 2010 a comuna tinha 178 habitantes (densidade: 33,6 hab./km²).